# GB (enseigne)
Pour les articles homonymes, voir GB et Grand Bazar.
GB (Grand Bazar) était une enseigne belge de supermarché créée en 1885, exploitée en Belgique et remplacée par Carrefour. Les supermarchés GB faisaient partie de l'ancien groupe GIB.
Au 1er juin 2009, il existait 780 supermarchés GB, dont 320 en franchise.
En octobre 2013, on compte 33 magasins Carrefour GB qui ne sont pas encore devenus des Carrefour Market. En mai 2013, il existait encore 58 supermarchés GB.

## Historique

### XIXesiècle
- 1860 : ouverture du premier Bon Marché en Belgique, par François Vaxelaire.
- 1885 : ouverture du Grand Bazar de la place Saint-Lambert à Liège.
- 1885 : ouverture du premier Grand Bazar du Bon Marché à Anvers.

### XXesiècle
- 1928 : création de Sarma[3].
- 1932 : L'Innovation  créée l'enseigne Priba.
- 1933 : Création de l'enseigne Nopri.
- 1952 : Les premiers franchisés Unic sont créés.
- 1958 : l'histoire des supermarchés GB débute avec l'ouverture d'un super GB.
- 1960 : Le Grand Bazar d'Anvers crée GB-Tourisme, le Bon Marché reprend l'agence de voyages Transcontinental et L'Innovation crée une filiale.
- 1961 : les premiers hypermarchés ouvrent sous l'enseigne Super Bazar à Auderghem, Anderlecht et Bruges.
- 1974 : les magasins Super Bazar sont rebaptisés GB Center.
- 1982 : l'enseigne GB Center est renommée Maxi GB.
- 1994 : ouverture de Bigg's à Waterloo et création de la carte de fidélité Carte Avantage.
- 1996 : ouverture du premier Shop 24 à Bruxelles.
- 1997 : lancement d'un magasin pilote à La Louvière. Le Super GB de la rue Albert 1er devient un Smart GB[4], concept store largement inspiré du concept Delhaize 2 proposant essentiellement des produits de marque propre (80 à 90 % de l'assortiment). Lancement de GB express à Berchem-Sainte-Agathe. Les franchisés Unic et Nopri adoptent l'enseigne Super GB Partner ou Contact GB suivant leur superficie et leur chiffre d'affaires.
- 1998 : Promodès entre dans le capital de GB Group  à hauteur de 27,5 %.

### XXIesiècle

#### 2000
la Carte Avantage devient la Carte Happy Days, carte de fidélité multi enseignes. 
En juillet, le groupe Carrefour devient actionnaire à 100 % de GB Group. GB est leader de la distribution alimentaire en Belgique et exploite (en Belgique) :
- 60 hypermarchés Maxi GB et Bigg's Continent.
- 73 supermarchés intégrés Super GB et 350 supermarchés franchisés (Super GB Partner, Contact GB, Unic et Nopri).
- 7 magasins de proximité GB Express.
- GB exploite également en Pologne 27 supermarchés Globi.

La société Carrefour Belgium voit le jour. Des groupes de travail regroupant des centaines de collaborateurs sont mis en place pour concrétiser la stratégie.

#### 2001
Des investissements importants sont réalisés :
- Les hypermarchés Maxi GB prennent l'enseigne Carrefour et sont totalement rénovés et modernisés.
- Les supermarchés GB conservent l'enseigne GB, les magasins sont également rénovés et la communication est dynamisée.
- Introduction de la Carte Pass (carte de paiement).
- Introduction progressive de la marque Carrefour.

#### 2002
- Lancement des sites www.robfinefood.be et www.supertransport.be.
- Carrefour et GB sont, pour la première fois, présents à la Foire agricole de Libramont.

#### 2003
- Lancement de la marque «N°1».
- Ouverture de deux épiceries sociales « Pacte les Capucines » à Bruxelles et « Pacte Quaregnon » près de Mons.
- Reprise de 20 supermarchés du Groupe Laurus (Battard, Central Cash) qui sont transformés en Super GB Partner et Contact GB.
- Le 25 septembre, ouverture de l'hypermarché Carrefour Mons Grand Prés à Mons.
- 42 nouveaux supermarchés GB sont ouverts.

#### 2004
Ouverture d'un GB Express à Bierges. La chaîne GB Express compte 35 magasins.

#### 2005
- Ouverture d'un nouveau Super GB à Audenaerde.
- Rachat des supermarchés franchisés T Centrum dans la région d’Anvers qui sont transformés en GB Express.

#### 2007
- Refonte stratégique des marques du groupe :
- Les supermarchés Super GB, Super GB Partner et Contact GB sont rebaptisés GB. Leur logo perd la célèbre boule rouge.
- Les supérettes GB Express deviennent simplement Express.
- Un plan de restructuration prévoit la fermeture de 16 filiales (8 en Région flamande, 7 en Région wallonne et 1 en Région bruxelloise). Cette restructuration concerne plus de 900 emplois.

#### 2009-2014
Les magasins GB disparaissent au profit de l'enseigne Carrefour Market. Arrivée à la tête de Carrefour Belgium de Gérard Lavinay.

## Les magasins
- Super GB
- GB Express
- Maxi GB
- Contact GB
- Bigg's Continent

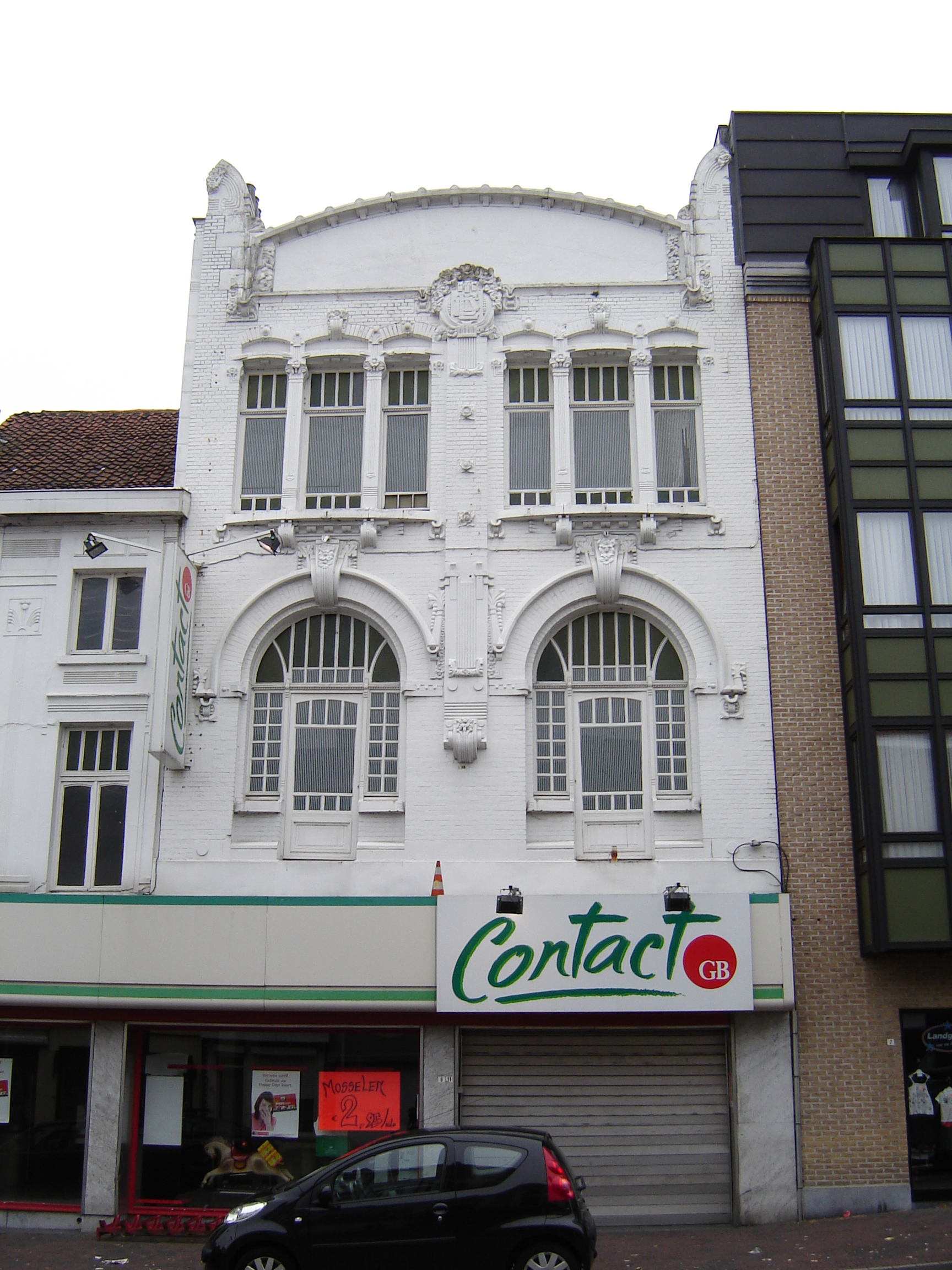
Contact GB de Menin en 2008.
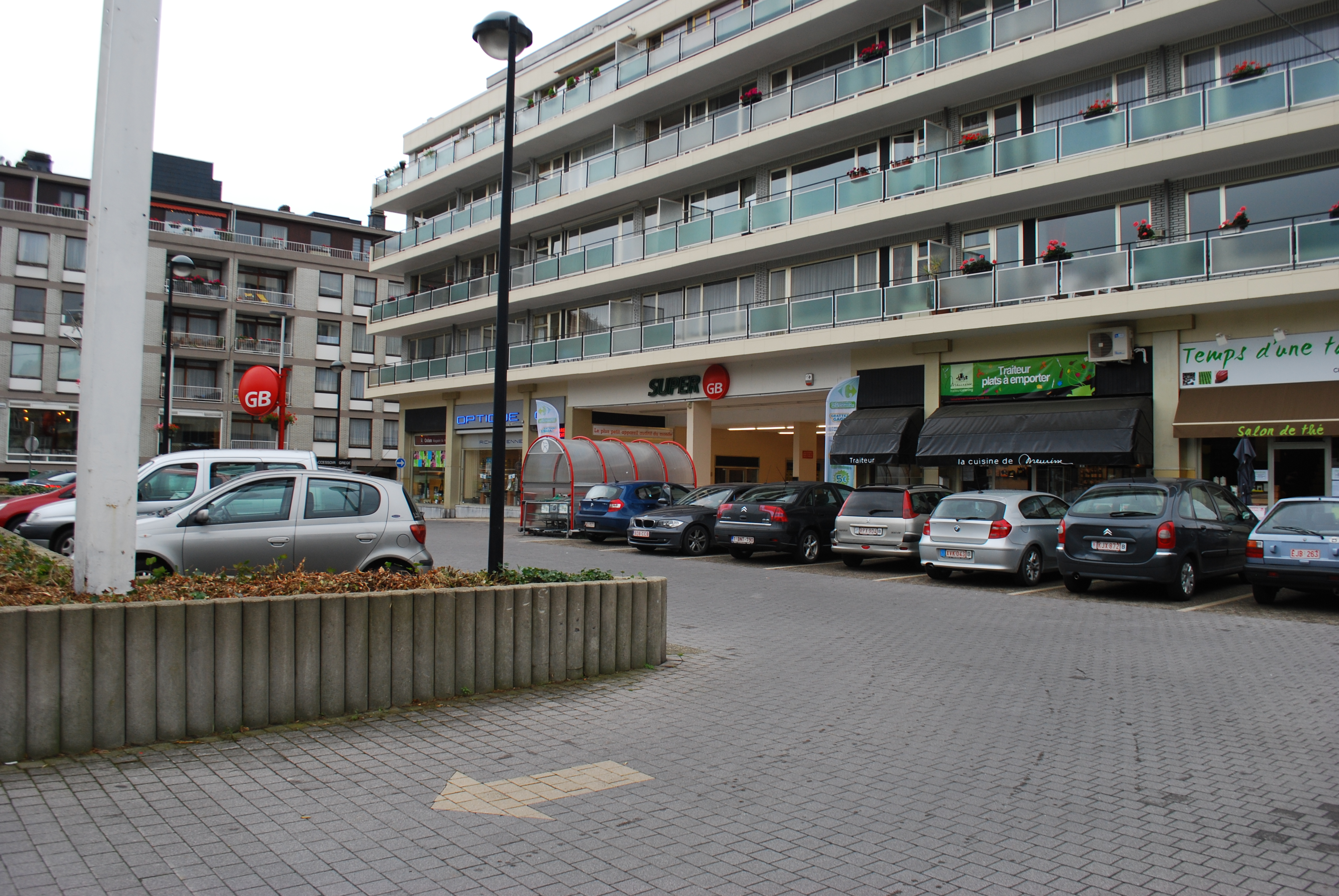
Supermarché GB de Embourg en 2011.
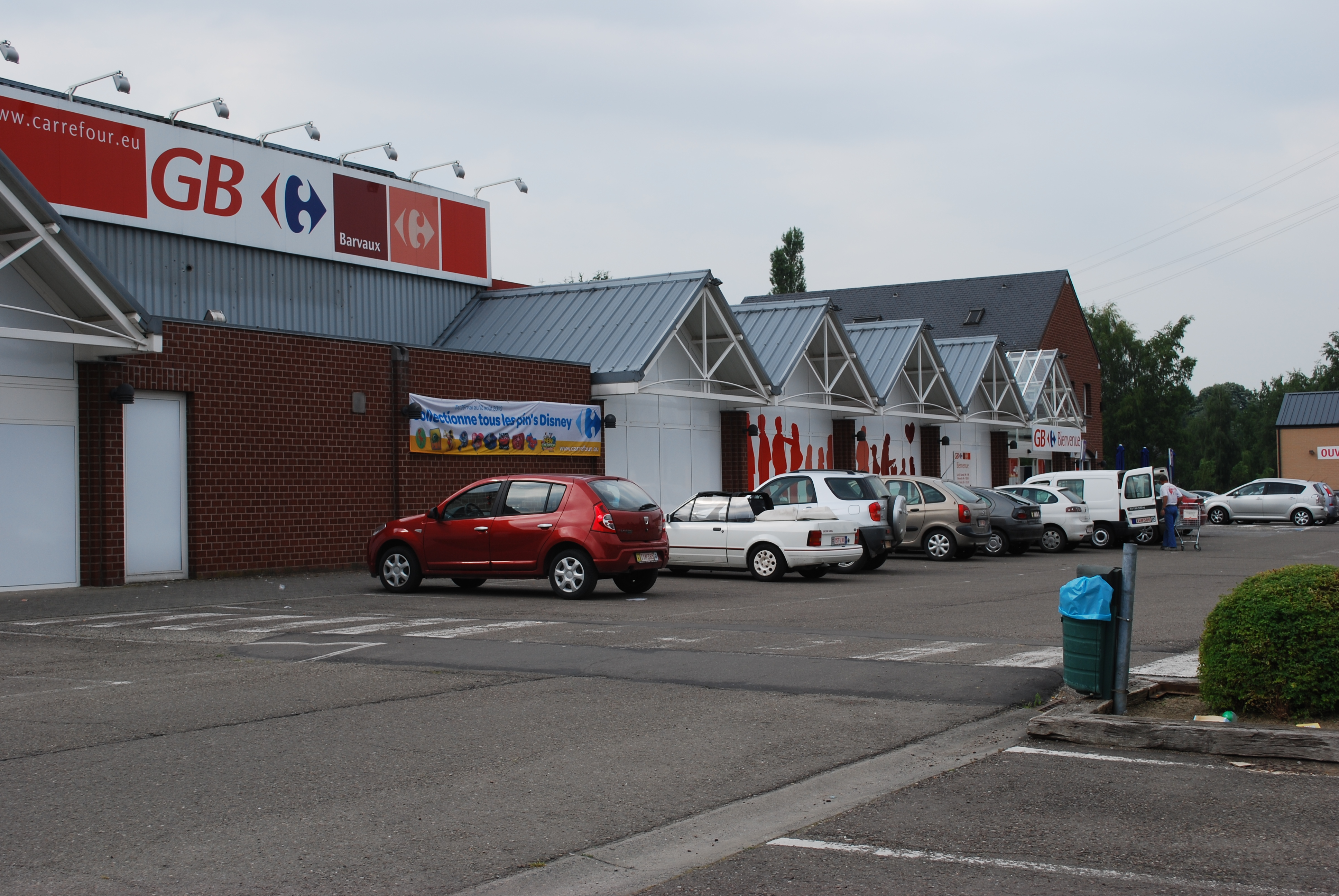
Carrefour GB de Barvaux en 2010.
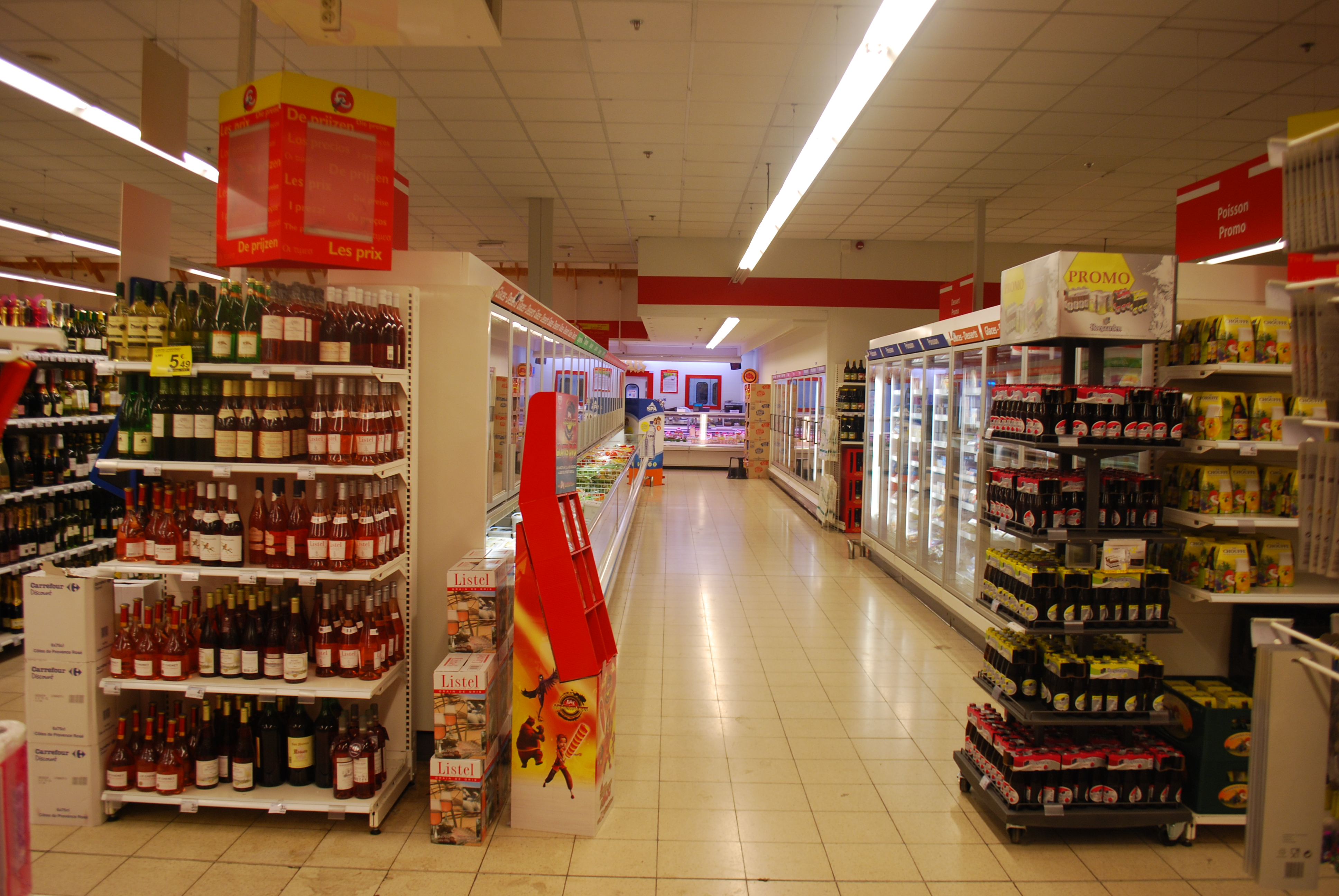
Intérieur du Carrefour GB de Barvaux en 2010.
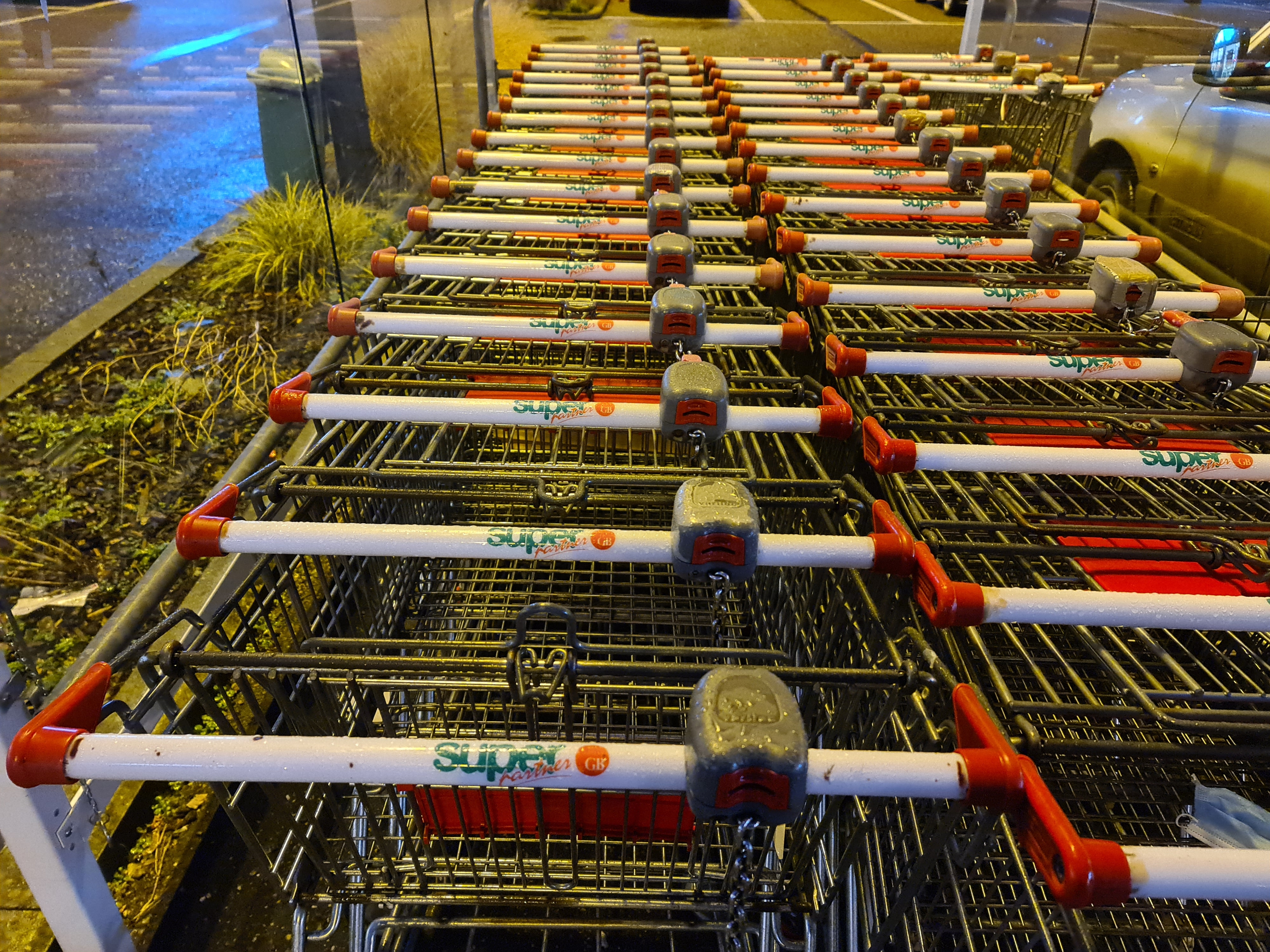
Caddies Super GB Partner utilisés en 2020 lors de la crise COVID-19.

## Identité visuelle

### Logos GB

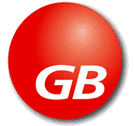
La boule rouge relookée de GB était utilisée dans les logos des supermarchés GB de 2003 à 2007.
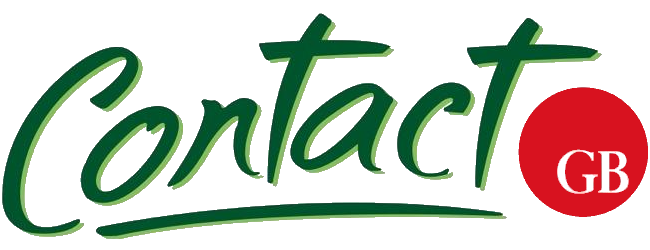
Logo des magasins de proximité Contact GB de 1997 à 2007
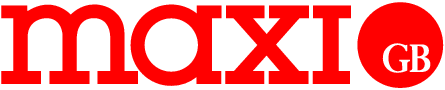
Logo des hypermarchés Maxi GB de 1997 à 2001
Logo de GB Express de 1997 à 2007.

### Logos Super GB

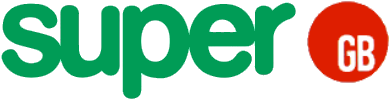
Logo de Super GB de 1982 à 1997
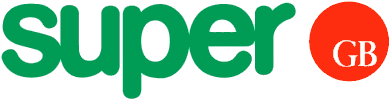
Logo de Super GB de 1997 à 2003
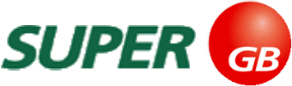
Logo de Super GB de 2003 à 2007
Logo de Carrefour GB de 2007 à 2009.

### Slogans
- Années 1980 : « Deux millions de clients, ça se mérite tous les jours ! »
- Avant 2003 : « Je rentre gagnant ! »
- 2003 - 2009 : « Le client d'abord »
- 2009 - 2011 : « Le pouvoir de choisir »
- Depuis 2011 : « Du positif pour tous »